# Brea de Aragón
Brea de Aragón (aragónul Ebreya) település Spanyolországban,  Zaragoza tartományban. Brea de Aragón Illueca, Mesones de Isuela, Nigüella, Arándiga és Sestrica községekkel határos. Lakosainak száma 1506 fő (2024).

## Népesség
A település népessége az utóbbi években az alábbiak szerint változott:
| Lakosok száma | 1976 | 2013 | 1872 | 1897 | 1795 | 1734 | 1682 | 1609 | 1547 | 1506 |
|               | 2001 | 2004 | 2007 | 2009 | 2012 | 2014 | 2017 | 2019 | 2022 | 2024 |